# 西阿翼龍屬
西阿翼龍屬又名希拉指翼龍，是翼龍目翼手龍亞目的一屬，生存於白堊紀早期（阿爾比階）的南美洲。西阿翼龍是種大型翼龍類，擁有長尾巴與短頸部，翼展約4到5.5公尺。牠們的重量可能為15公斤。不像其他大型翼龍類（例如無齒翼龍），西阿翼龍可能揮動牠們的翼以主動飛行，類似現代鳥類的行為，而非單靠滑翔。西阿翼龍的上頜形狀、互相交錯的牙齒顯示牠們以海生動物為食，可些特徵可協助牠們咬住光滑的魚類。

## 發現與命名
目前僅發現一個化石。正模標本（編號MN 7019-V，原本是CB-PV-F-O93）是一個頭顱骨，長57公分，發現於巴西東北部塞阿臘州的Araripe plateau，屬於桑塔那組的Romualdo段。在1993年，這個化石被化石商人賣給義大利古生物學家Guido Borgomanero。這個頭顱骨有損傷的痕跡，尤其是頭頂的部分，可能是在搬運、交易的過程遭到損傷。
模式種是兇暴西阿翼龍（C. atrox），是由Giuseppe Leonardi與Guido Borgomanero在1985年所敘述、命名。屬名意為「塞阿臘州的手指」，daktylos在古希臘文意為「手指」，是翼龍類學名的常見字根之一。種名在拉丁文意為「兇暴的、殘酷的」，意指牠們的齒列形狀。

## 體徵
在化石的清除母岩、重建過程中，曾犯下嚴重錯誤。上頜、下頜被錯置，導致口鼻部被重建成上下顛倒的形狀。另外，西阿翼龍的前段牙齒被過度放大，初步重建過程時沒有發現頭冠或冠飾的痕跡。
根據近年的新重建結果，西阿翼龍的口鼻部前段較寬，前段的數對牙齒較大型、較粗，並向前傾斜；之後的牙齒比較小型。西阿翼龍的上下頜形狀前段寬、中段窄，咬合時牙齒會互相交錯，適合咬住易滑的魚類身體，顯示西阿翼龍是以魚類為食。口鼻部的上側有隆起部分。這個新重建結果，有助於分析西阿翼龍的種系發生學位置。
根據不同的估計結果，西阿翼龍的翼展約為4公尺、或5.5公尺，體重估計值則為15公斤。

## 分類
西阿翼龍被命名時，並沒有歸類到任何一科。在1991年，彼得·沃爾赫費爾（Peter Wellnhofer）建立西阿翼龍科（Cearadactylidae），以包含西阿翼龍屬，但並沒有被廣泛引用。在2000年，亞歷山大·克爾納（Alexander Kellner）將西阿翼龍歸類於無齒翼龍超科的古魔翼龍科，但他當時是根據沒有頭冠的早期重建而進行分類。在2002年，大衛·安文（David Unwin）將西阿翼龍改歸類於梳頜翼龍科，並提出牠們是梳頜翼龍科的較進階型物種。在2010年，亞歷山大·克爾納根據新版重建頭顱骨，利用三種不同系統的翼龍類特徵，計算西阿翼龍的種系發生學位置，雖然得出三種不同型態的演化樹，但都顯示西阿翼龍是古魔翼龍科的近親。

## 利加布西阿翼龍
在1993年，義大利古生物學家Fabio Marco Dalla Vecchia命名了第二個種，利加布西阿翼龍（C. ligabuei），種名是以威尼斯古生物學家利加布（Giancarlo Ligabue）。正模標本（編號CCSRL 12692/12713）是一個缺乏頭冠的頭顱骨，長40.3公分。這個頭顱骨包含前段、後段，被化石商人用黏著材料固定成一個。實際上，無法確定這兩個化石是否來自於同一個體，甚至是同一種動物。Dalla Vecchia本人並無法確定這頭顱骨是否屬於西阿翼龍，但這頭顱骨缺乏可鑑定特徵，無法建立為新屬，但這頭顱骨相當類似西阿翼龍（根據早期的錯誤重建），因此他將其建立為西阿翼龍的第二個種。其他研究人員普遍不接受這頭顱骨是西阿翼龍的新種。
Dalla Vecchia估計利加布西阿翼龍的翼展約6公尺。亞歷山大·克爾納提出不同看法，他認為這個頭顱骨比兇暴西阿翼龍的頭顱骨還小，因此估計牠們的翼展最多只有5公尺。Dalla Vecchia將利加布西阿翼龍歸類於西阿翼龍科。亞歷山大·克爾納則將這個頭顱骨歸類於古魔翼龍科。在2002年，大衛·安文將這個頭顱骨改歸類於古魔翼龍的新種。另有其他研究人員將其歸類於殘喙翼龍的新種。

## 大眾文化
西阿翼龍曾出現在麥克·克萊頓（Michael Crichton）的《侏羅紀公園》（Jurassic Park）小說，當阿蘭·格蘭特博士帶提姆兄妹經過翼龍區大型柵欄時，被西阿翼龍攻擊。在《侏羅紀公園第三集》（Jurassic Park 3）電影裡，無齒翼龍攻擊主角群的段落，是參考小說裡的情節。
另外，動畫電影《歷險小恐龍》（The Land Before Time）系列的第三集，曾出現一隻名為「Sierra」的西阿翼龍。